# Függőágy

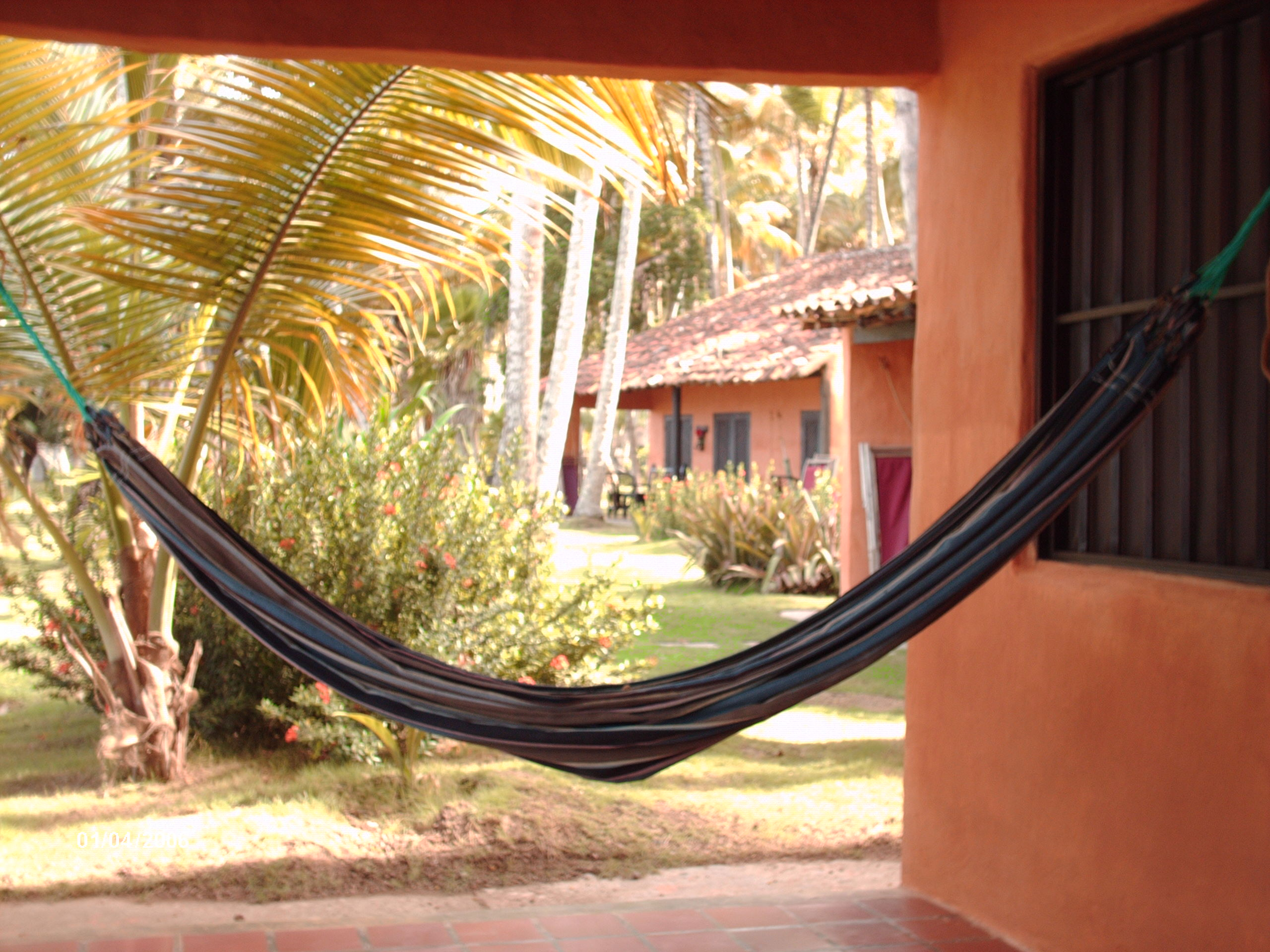
Függőágy egy tengerparti bungalóban

A függőágy fekvőhely, amely textilből vagy hálóból készül, két szilárd pont közé feszítik ki, és aludni vagy pihenni lehet benne. Vannak függőszékek is, melyekben ülő helyzetben helyezkedhet el az ember. Előnye, hogy kis helyet foglal, és rendkívül kényelmes.
A függőágyakat Dél-Amerikában vagy a Karib-szigeteken találták fel a Kolumbusz előtti időkben. Indián nyelven hamaca a neve (ebből ered angol neve, a hammock). Kolumbusz volt az első európai (óvilági) ember, aki amerikai függőágyat látott. Több trópusi vidéken is elterjedt a 16. századtól kezdődően az európaiak közreműködésével, és hajókon is használják, mivel lengése követi a hajó mozgását, ezért kicsi az esélye, hogy a benne alvó kiesik belőle. A Yucatán-félszigeten minden otthonban megtalálható, bár nem ők találták fel, és körülbelül kétszáz évvel a spanyol hódítás előtt érkeztek meg a területre.

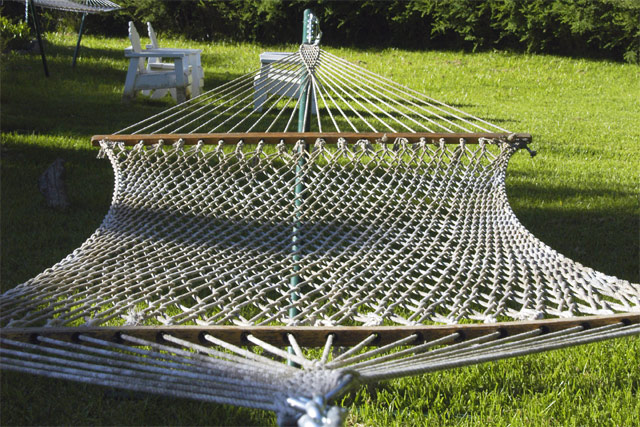
Függőágy – Ez pont az a típus, amiből tényleg ki lehet esni, mivel nagyon keskeny, túlságosan ki van feszítve és a merevítőrudak miatt a hosszanti tengelye körül nagyon könnyen elfordul. Egy jól használható függőágy ívelt, mély, jóval szélesebb és a két vége nincs rúddal összefogva.

Bár első ránézésre sokan úgy gondolják, az alvó könnyen kieshet a függőágyból, a valóságban az ember ránehezedésekor, a függőágy szélei körésimulnak, mint egy selyemgubó, és így nem esik ki belőle (olyan könnyen).

## Történelem

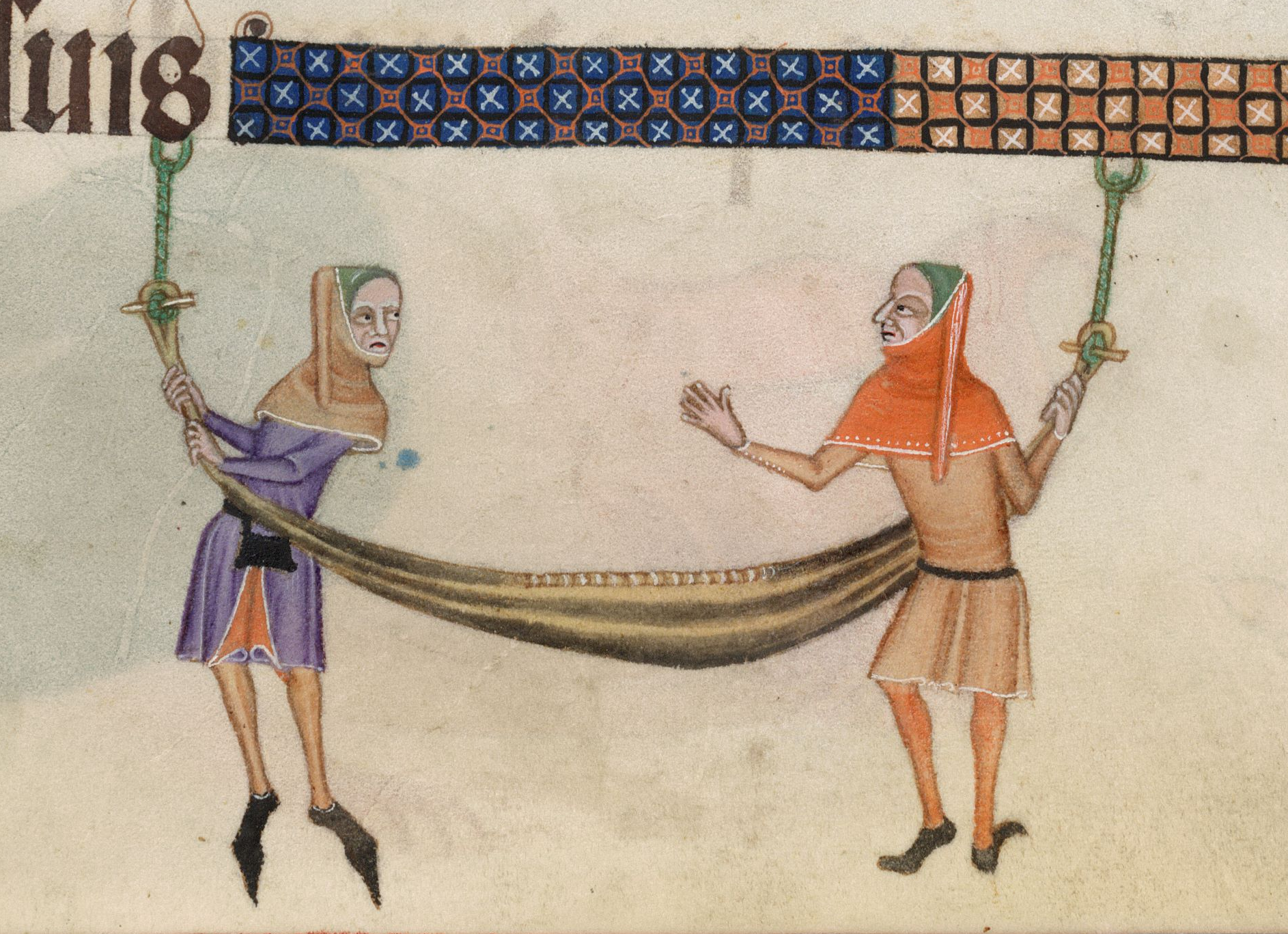
Függőágy a Luttrell Zsoltárban (c. 1330)

Egy függőágyat ábrázoltak a Luttrell Zsoltárban, amely 1330 körül született. Az angol középkori kéziratban szereplő miniatűr bizonyítja, hogy függőágyak léteztek Európában, mielőtt Amerikában Kolumbusz Kristóf felfedezte volna egy ottani változatukat.